# I LOVE みんなのどうぶつ園
『I LOVE みんなのどうぶつ園』（アイ・ラブ・みんなのどうぶつえん）は、日本テレビ系列で2020年10月3日から2022年3月12日まで放送された動物バラエティ番組。嵐の相葉雅紀がMCを務める。
2022年4月9日から『嗚呼!!みんなの動物園』（ああ!!みんなのどうぶつえん）に改題・リニューアルされた。本項では改題後の内容についても記述する。

## 概要
2020年9月26日まで16年半放送された『天才!志村どうぶつ園』の後継番組として、同年10月3日より放送を開始。志村けんのもとで飼育係として出演していた相葉がMCを務め、相葉以外のレギュラー出演者は『志村どうぶつ園』から総入れ替えされた（サンシャイン池崎など、一部のVTR出演者は継続している。）。『志村どうぶつ園』では、スタジオ収録を行っていたが当番組では廃止され、出演者が各地でロケを行う形式となっている。以前は新型コロナウイルス感染拡大防止の影響で2021年10月以降は不定期でスタジオ収録が行なわれ、2022年1月以降はスタジオ収録が行なわれる様になった。
内容は全国の動物園、水族館、野生動物のいる場所など動物がいるところを「みんなのどうぶつ園」として捉え、そこに相葉や動物好きのゲストが毎週駆けつけ、動物の魅力を伝えていくというものである。
『志村どうぶつ園』に引き続いてプロデューサーを担当する笹部智大も本番組の方針について、「一緒に地球に暮らす動物たちのことを子どもたちにも大好きになってほしいですし、大人たちにも優しい気持ちになってほしいという思いで新しい番組を立ち上げたい。志村園長の大切にしていた『動物のために』という想いを引き継ぐつもりです。」とコメントしている。
2022年4月改編で番組タイトルが『嗚呼!!みんなの動物園』に改題された。リニューアルに伴いスタジオ収録が復活した。改題に伴い、使用される楽曲がmoumoonの『Sunshine Girl』（オープニングテーマ）から橋幸夫の『ジェンカ』（エンディングテーマ）に変更された。現在は、保護猫と保護犬、及びレスキューされた犬のトリミングを放送している。

## 出演者

### MC
2023年現在はスタジオパートは無く全編VTR主体で、出演者は全員VTRを見ながらワイプ画面上でトークするのみ。そのため番組としての明確なオープニング・エンディングやゲストの紹介もない（番組開始時に出演者名がクレジットされる程度）。
- 相葉雅紀 - 園長[5]

### 動物調査員
- 篠原かをり -（動物作家） - 2022年4月16日放送分からレギュラー出演[注 1]。
- 高木佐保 -（ネコ心理学者） - 産休中の篠原に代わり、2024年6月8日放送分から8回出演。篠原復帰後は不定期出演。

### ナレーター
- 有働由美子 （フリーアナウンサー） - 2022年4月9日放送分から担当。
- 杉上佐智枝 （日本テレビアナウンサー） - 2022年4月9日放送分から担当。

### 主なスタジオ出演者
- 高橋茂雄 （サバンナ） [注 2]
- 関根麻里
- 柳原可奈子
- 香音
- ヒロミ - 時折、相葉とともにトリミングに参加もしている。

### 主なVTR出演者
- 保護猫預かりボランティア

| 名前                     | 先住猫                 | 卒業猫                                           | 保護預かり中の猫 | 備考                                       |
| ------------------------ | ---------------------- | ------------------------------------------------ | ---------------- | ------------------------------------------ |
| サンシャイン池崎         | 風神 雷神              | スマイル、まさき、明日香、豆大福、のりしお、佐吉 | ブルボン         | 本名の池崎慧として出演。愛称は猫おじさん。 |
| アレックス・ラミレス     | ハナ ミズキ            | ハナコ、サクラ                                   |                  | 池崎一門1番弟子。                          |
| 愛（ヨネダ2000）         | かぼす ところてん      | ゆめみ、エル                                     |                  | 池崎一門2番弟子。                          |
| 二子山親方               | ウリ ブルー みーちゃん | ブルー、ベロ、みーちゃん                         |                  | 池崎一門3番弟子。愛称は猫LOVE親方。        |
| 前田裕太（ティモンディ） | ノエル リオン          | むぅ、ぷりゅ                                     | モンロー         | 愛称はニャレ兄、エキゾマスター。           |
| 青木マッチョ（かけおち） |                        | ヴィクトリア                                     | ムサシ           | 池崎一門9番弟子。                          |

- 中野周平（蛙亭）[注 4]

- 保護犬預かりボランティア

## 過去の出演者

### 『嗚呼!!みんなの動物園』
- 保護猫預かりボランティア
  - 信子（ぱーてぃーちゃん）[注 5]
  - アンゴラ村長（にゃんこスター）[注 6]
  - りんごちゃん[注 7]
  - てぃ先生[注 8]

- 保護犬預かりボランティア
  - 佐野勇斗[注 9]
  - 赤井英和[注 10]

### 『I LOVE みんなのどうぶつ園』のレギュラー
- 桝太一（当時日本テレビアナウンサー）[5] - （ - 2022年3月）[注 11]。
- 藤岡弘、 - 「日本犬を育てる」担当[5]
- 丸山桂里奈 - 動物ニュース・リポーター[5]
- 那須雄登（美 少年） - 希少な野性動物の調査ロケ担当[5]
- 橋本環奈 - 「おっきい動物ちっちゃい動物飼ってみた!」担当[7]

## 企画・プロジェクト

### 企画
保護猫預かりボランティア
保護猫活動を元々していたサンシャイン池崎から始まった企画。生活を共にし保護猫の心を開かせ譲渡会を経て新たな家族と暮らせるようにする。池崎がVTRでコメントを加えている。
保護犬預かりボランティア
保護猫活動と同様の企画。
相葉トリミング
相葉が保護犬のトリミングをする。2024年の24時間テレビでもメイン企画の一つとなっていた。

### 過去の企画
日本犬を育てる
藤岡が自身の息子、娘と共に天然記念物の日本犬（秋田犬、柴犬、甲斐犬、紀州犬）の4犬種を立派に育て上げていく。
動物ニュース
丸山が全国各地の動物ニュースを調査する。
希少動物を調査
那須が稀少な野性動物を調査する。
おっきい動物ちっちゃい動物飼ってみた！
橋本が決して飼いやすいとは言えない、体が大きく近寄りがたい動物や小さい動物を飼育する。
飼い主（ゲストは）だ〜れ?（2022年11月26日 - ）
前番組『天才!志村どうぶつ園』で実施したゲストの飼ってるペットに関するVTRを流して、ペットの飼い主（ゲスト）を当てる企画。2022年11月26日放送分から復活し、この日の放送分の正解は、フランス・パリ在住の元フジテレビアナウンサーで現在フリーアナウンサーの中村江里子だった。

### 共同プロジェクト
2022年2月にNHKの番組「家族になろうよ」との共同プロジェクトが立ち上げられた。
- 日本テレビの「I LOVE みんなのどうぶつ園」で紹介した保護犬や保護猫について、NHKの「家族になろうよ」で家族募集を行う[8]。
- 2022年2月19日放送の日本テレビの「I LOVE みんなのどうぶつ園」に、NHKの鈴木奈穂子アナウンサーがゲスト出演し、相葉雅紀、鈴木アナ、桝アナの3人が保護犬とNHKのスタジオ内を散歩する企画を放送[8]。
- 2022年2月23日放送のNHKの「家族になろうよ」に、日本テレビの「I LOVE みんなのどうぶつ園」から市來玲奈アナとサンシャイン池崎がゲスト出演し、相葉のトリミングに密着した企画を放送[8]。

## ネット局
| 放送対象地域   | 放送局                    | 系列                                         | 放送日時           | ネット状況 |
| -------------- | ------------------------- | -------------------------------------------- | ------------------ | ---------- |
| 関東広域圏     | 日本テレビ（NTV）         | 日本テレビ系列                               | 土曜 19:00 - 19:56 | 制作局     |
| 北海道         | 札幌テレビ（STV）         | 日本テレビ系列                               | 土曜 19:00 - 19:56 | 同時ネット |
| 青森県         | 青森放送（RAB）           | 日本テレビ系列                               | 土曜 19:00 - 19:56 | 同時ネット |
| 岩手県         | テレビ岩手（TVI）         | 日本テレビ系列                               | 土曜 19:00 - 19:56 | 同時ネット |
| 宮城県         | ミヤギテレビ（MMT）       | 日本テレビ系列                               | 土曜 19:00 - 19:56 | 同時ネット |
| 秋田県         | 秋田放送（ABS）           | 日本テレビ系列                               | 土曜 19:00 - 19:56 | 同時ネット |
| 山形県         | 山形放送（YBC）           | 日本テレビ系列                               | 土曜 19:00 - 19:56 | 同時ネット |
| 福島県         | 福島中央テレビ（FCT）     | 日本テレビ系列                               | 土曜 19:00 - 19:56 | 同時ネット |
| 山梨県         | 山梨放送（YBS）           | 日本テレビ系列                               | 土曜 19:00 - 19:56 | 同時ネット |
| 新潟県         | テレビ新潟（TeNY）        | 日本テレビ系列                               | 土曜 19:00 - 19:56 | 同時ネット |
| 長野県         | テレビ信州（TSB）         | 日本テレビ系列                               | 土曜 19:00 - 19:56 | 同時ネット |
| 静岡県         | 静岡第一テレビ（SDT）     | 日本テレビ系列                               | 土曜 19:00 - 19:56 | 同時ネット |
| 富山県         | 北日本放送（KNB）         | 日本テレビ系列                               | 土曜 19:00 - 19:56 | 同時ネット |
| 石川県         | テレビ金沢（KTK）         | 日本テレビ系列                               | 土曜 19:00 - 19:56 | 同時ネット |
| 福井県         | 福井放送（FBC）           | 日本テレビ系列                               | 土曜 19:00 - 19:56 | 同時ネット |
| 中京広域圏     | 中京テレビ（CTV）         | 日本テレビ系列                               | 土曜 19:00 - 19:56 | 同時ネット |
| 近畿広域圏     | 読売テレビ（ytv）         | 日本テレビ系列                               | 土曜 19:00 - 19:56 | 同時ネット |
| 鳥取県・島根県 | 日本海テレビ（NKT）       | 日本テレビ系列                               | 土曜 19:00 - 19:56 | 同時ネット |
| 広島県         | 広島テレビ（HTV）         | 日本テレビ系列                               | 土曜 19:00 - 19:56 | 同時ネット |
| 山口県         | 山口放送（KRY）           | 日本テレビ系列                               | 土曜 19:00 - 19:56 | 同時ネット |
| 徳島県         | 四国放送（JRT）           | 日本テレビ系列                               | 土曜 19:00 - 19:56 | 同時ネット |
| 香川県・岡山県 | 西日本放送（RNC）         | 日本テレビ系列                               | 土曜 19:00 - 19:56 | 同時ネット |
| 愛媛県         | 南海放送（RNB）           | 日本テレビ系列                               | 土曜 19:00 - 19:56 | 同時ネット |
| 高知県         | 高知放送（RKC）           | 日本テレビ系列                               | 土曜 19:00 - 19:56 | 同時ネット |
| 福岡県         | 福岡放送（FBS）           | 日本テレビ系列                               | 土曜 19:00 - 19:56 | 同時ネット |
| 長崎県         | 長崎国際テレビ（NIB）     | 日本テレビ系列                               | 土曜 19:00 - 19:56 | 同時ネット |
| 熊本県         | くまもと県民テレビ（KKT） | 日本テレビ系列                               | 土曜 19:00 - 19:56 | 同時ネット |
| 鹿児島県       | 鹿児島読売テレビ（KYT）   | 日本テレビ系列                               | 土曜 19:00 - 19:56 | 同時ネット |
| 大分県         | テレビ大分（TOS）         | 日本テレビ系列 フジテレビ系列                | 土曜 19:00 - 19:56 | 同時ネット |
| 宮崎県         | テレビ宮崎（UMK）         | フジテレビ系列 日本テレビ系列 テレビ朝日系列 | 日曜 12:00 - 13:00 | 遅れネット |
| 沖縄県         | 琉球放送（RBC）           | TBS系列                                      | 金曜 15:49 - 16:50 | 遅れネット |

## スタッフ
- 総合演出：上利竜太
- ナレーション：有働由美子
- 監修：堀浩（AWRC）、藤原幸一、飯塚修（光が丘動物病院グループ）
- 構成：桜井慎一、石原健次、矢野了平、永井ふわふわ
- TM：佐久間丈貴
- 技術協力：ヌーベルバーグ、NiTRO、ジャパンテレビ
- 美術プロデューサー：茂木大樹
- 美術デザイン：熊崎真知子
- 美術協力：日テレアート
- 音効：舛谷祐樹（3×7）
- リサーチ：フリード、クラフトラボ
- デザイン協力：五月女ケイ子
- CG：キャニットG
- デスク：宮沢薫、砂金房枝
- 宣伝：村上淳一
- ラインプロデューサー：水谷美里、伊藤拓也、小林華織、松形侑香、寺内基子、高取佑
- プロデューサー：天野英明、小倉寛太／藤井理絵、榎本晃子、米川昭吾、長井香織、宮崎文夫、渡部祐一
- 制作協力：ZION、創輝、Creative30
- チーフプロデューサー：矢野尚子（以前は統轄プロデューサー）
- 製作著作：日テレ

### 過去のスタッフ
- 演出：吉川真一朗
- ナレーション：松岡禎丞、杉上佐智枝
- 構成：小野高義、宮下勇二、堀江B面、一場麻美
- TM：新名大作、佐藤勝義、山口裕司
- 美術プロデューサー：滋田由布子、大川明子
- 美術デザイン：米津成美
- 音効：中村由紀
- リサーチ：横山晋哉・木村明弘（フリード）、古杉美香（AGASUS）、フォーミュレーション
- デスク：木村真由美
- 制作進行：藤森史乃
- ラインプロデューサー：長谷川才帆子（以前は制作進行）
- プロデューサー：笹部智大、田中俊光、黒川高／猪股有紀子、松島美由紀
- チーフプロデューサー：清水星人、島田総一郎